# George Baillie-Hamilton, X conte di Haddington
George Baillie-Hamilton, X conte di Haddington, conosciuto come George Baillie (14 aprile 1802 – Tyninghame House, 25 giugno 1870), è stato un politico scozzese.

## Biografia
Era il figlio di George Baillie, e di sua moglie, Mary Pringle. Charles Baillie, Lord Jerviswoode, era suo fratello minore.

## Carriera
Successe al cugino Thomas Hamilton, IX conte di Haddington nel 1858, e nel 1859 ha assunto con regio decreto il cognome aggiuntivo di Hamilton.
In quello stesso anno è stato anche eletto come pari scozzese e prese posto nella Camera dei lord. Ha servito sotto il conte di Derby e Benjamin Disraeli come Lord in Waiting (1867-1868). È stato anche Lord High Commissioner to the General Assembly of the Church of Scotland (1867-1868).

## Matrimonio
Sposò, il 16 settembre 1824, Georgina Markham (?-26 febbraio 1873), figlia di Venerable Robert Markham. Ebbero nove figli:
- Lady Mary Baillie-Hamilton (1825-29 marzo 1904), sposò Henry Douglas Douglas, ebbero una figlia;
- George Baillie-Hamilton-Arden, XI conte di Haddington (26 luglio 1827-11 giugno 1917);
- Robert Baillie-Hamilton (8 ottobre 1828-5 settembre 1891), sposò Mary Gavin Pringle, non ebbero figli;
- Lady Frances Baillie-Hamilton (1829-1898);
- Clifton Baillie-Hamilton (1831-1857);
- Henry Baillie-Hamilton (20 agosto 1832-20 novembre 1895), sposò Harriet Frances Scott, ebbero sei figli;
- Percy Baillie-Hamilton (morto in tenera età);
- Arthur Charles Baillie-Hamilton (16 febbraio 1838-1910), sposò Alice Anne Baird, ebbero una figlia;
- Lady Georgina Sophia Baillie-Hamilton (1839-17 gennaio 1928), sposò Harry Foley Vernon, ebbero tre figli.

## Morte
Morì il 25 giugno 1870, a Tyninghame House.

## Ascendenza
|                                                   |                                   |                                | Genitori                          |  |  | Nonni |  |  | Bisnonni                          |  |  | Trisnonni                                   |  |
|                                                   |                                   |                                |                                   |  |  |       |  |  | 8. Charles Hamilton, Lord Binning |  |  | 16. Thomas Hamilton, VI conte di Haddington |  |
|                                                   |                                   |                                |                                   |  |  |       |  |  | 8. Charles Hamilton, Lord Binning |  |  | 16. Thomas Hamilton, VI conte di Haddington |  |
|                                                   |                                   | 17. Helen Hope                 |                                   |  |  |       |  |  | 8. Charles Hamilton, Lord Binning |  |  |                                             |  |
| 4. George Baillie                                 |                                   |                                |                                   |  |  |       |  |  | 8. Charles Hamilton, Lord Binning |  |  |                                             |  |
|                                                   |                                   | 9. Rachel Baillie              | 18. George Baillie                |  |  |       |  |  |                                   |  |  |                                             |  |
|                                                   |                                   | 9. Rachel Baillie              | 18. George Baillie                |  |  |       |  |  |                                   |  |  |                                             |  |
|                                                   |                                   | 9. Rachel Baillie              | 19. Grizel Hume                   |  |  |       |  |  |                                   |  |  |                                             |  |
| 2. George Baillie                                 |                                   | 9. Rachel Baillie              |                                   |  |  |       |  |  |                                   |  |  |                                             |  |
|                                                   |                                   | 10. John Andrews               | …                                 |  |  |       |  |  |                                   |  |  |                                             |  |
|                                                   |                                   | 10. John Andrews               | …                                 |  |  |       |  |  |                                   |  |  |                                             |  |
|                                                   |                                   | 10. John Andrews               | …                                 |  |  |       |  |  |                                   |  |  |                                             |  |
| 5. Eliza Andrews                                  |                                   | 10. John Andrews               |                                   |  |  |       |  |  |                                   |  |  |                                             |  |
|                                                   |                                   | …                              | …                                 |  |  |       |  |  |                                   |  |  |                                             |  |
|                                                   |                                   | …                              | …                                 |  |  |       |  |  |                                   |  |  |                                             |  |
|                                                   |                                   | …                              | …                                 |  |  |       |  |  |                                   |  |  |                                             |  |
| 1. George Baillie-Hamilton, X conte di Haddington |                                   | …                              |                                   |  |  |       |  |  |                                   |  |  |                                             |  |
|                                                   | 12. Robert Pringle, III baronetto | 24. John Pringle, II baronetto |                                   |  |  |       |  |  |                                   |  |  |                                             |  |
|                                                   | 12. Robert Pringle, III baronetto | 24. John Pringle, II baronetto |                                   |  |  |       |  |  |                                   |  |  |                                             |  |
|                                                   | 12. Robert Pringle, III baronetto | 25. Magdalen Eliott            |                                   |  |  |       |  |  |                                   |  |  |                                             |  |
| 6. James Pringle, IV baronetto                    | 12. Robert Pringle, III baronetto |                                |                                   |  |  |       |  |  |                                   |  |  |                                             |  |
|                                                   |                                   | 13. Katherine Pringle          | 26. James Pringle                 |  |  |       |  |  |                                   |  |  |                                             |  |
|                                                   |                                   | 13. Katherine Pringle          | 26. James Pringle                 |  |  |       |  |  |                                   |  |  |                                             |  |
|                                                   |                                   | 13. Katherine Pringle          | …                                 |  |  |       |  |  |                                   |  |  |                                             |  |
| 3. Mary Pringle                                   |                                   | 13. Katherine Pringle          |                                   |  |  |       |  |  |                                   |  |  |                                             |  |
|                                                   |                                   | 14. Norman MacLeod             | 28. Norman MacLeod, XX di MacLeod |  |  |       |  |  |                                   |  |  |                                             |  |
|                                                   |                                   | 14. Norman MacLeod             | 28. Norman MacLeod, XX di MacLeod |  |  |       |  |  |                                   |  |  |                                             |  |
|                                                   |                                   | 14. Norman MacLeod             | 29. Anne Fraser                   |  |  |       |  |  |                                   |  |  |                                             |  |
| 7. Elizabeth Macleod                              |                                   | 14. Norman MacLeod             |                                   |  |  |       |  |  |                                   |  |  |                                             |  |
|                                                   |                                   | 15. Anne Martin                | 30. William Martin                |  |  |       |  |  |                                   |  |  |                                             |  |
|                                                   |                                   | 15. Anne Martin                | 30. William Martin                |  |  |       |  |  |                                   |  |  |                                             |  |
|                                                   |                                   | 15. Anne Martin                | …                                 |  |  |       |  |  |                                   |  |  |                                             |  |
|                                                   |                                   | 15. Anne Martin                |                                   |  |  |       |  |  |                                   |  |  |                                             |  |